# Beatrice Lennon Crass
Beatrice Lennon Crass (24 febbraio 2004) è una nuotatrice artistica britannica.

## Palmarès
- Europei

Belgrado 2024: bronzo nel duo misto libero e nel duo misto tecnico
- Giochi europei

Cracovia 2023: bronzo nel duo misto libero e nel duo misto tecnico.